# Stéphan Crétier
Pour les articles homonymes, voir Crétier.
Stéphan Crétier (8 août 1963 - ) est un homme d'affaires et un entrepreneur canadien.
Il est le président fondateur et le chef de la direction de GardaWorld, l'une des plus importantes entreprises à capital fermé de services de sécurité au monde.

## Carrière
Crétier fonde GardaWorld en 1995 avec un investissement de 25 000 $ qu’il obtient en plaçant une deuxième hypothèque sur sa maison. En 2015, l’entreprise génère plus de 2 milliards de dollars en revenus annuels et est l'un des plus importants employeurs de l’industrie de la sécurité avec 48 000 employés à travers le monde. Au cours des 20 dernières années, il a fait croître son entreprise par croissance  organique et par acquisitions stratégiques de l’entreprise au Canada, aux États-Unis, en Europe, en Amérique latine, au Moyen-Orient, en Asie et en Afrique du Nord.
En 2012, il privatise GardaWorld dans une transaction de 1,1 milliard $ avec l'appui de la société de fonds d’investissement privée Apax Partners.

## Honneurs
- Jeune entrepreneur de l’année en 1998[9]
- Leader de croissance par le magazine Profit 100 pendant 11 années consécutives[10]
- Grand entrepreneur de l'année en 2006[11]
- Un des entrepreneurs de la décennie au Canada par le magazine Profit en 2009[12],[13]
- Médaille du jubilé de diamant de la reine Élisabeth II en 2012[14]